# NGC 3600
NGC 3600 (другие обозначения — UGC 6283, IRAS11130+4152, MCG 7-23-38, ZWG 213.38, MK 1443, KUG 1113+418, PGC 34353) — спиральная галактика (Sa) в созвездии Большая Медведица.
Этот объект входит в число перечисленных в оригинальной редакции «Нового общего каталога».
Диск из нейтрального водорода в галактике вдвое больше оптического диска.